# Honert-Höhle
Die Honert-Höhle war eine Höhle in Volkringhausen im Grübecker Tal zwischen dem Balver Ortsteil Eisborn und dem Hönnetal. Sie befand sich im Massenkalk des oberen Mitteldevon.
Die Höhle lag etwa 800 Meter oberhalb des Abzweiges der B 515 Richtung Eisborn in einem Kalksteinfelsen der südöstlichen Talwand und ist dem Kalkabbau des Steinbruchs zum Opfer gefallen. Sie bestand aus zwei oder drei Kammern. Zwei waren durch einen 28 Meter langen Gang miteinander verbunden. Am Ende der Höhle befand sich eine große Halle, die eine Länge von 9 Meter und eine Breite von 5 Meter hatte. Der tiefste Punkt der Spaltenhöhle lag 16 Meter unter Höhleneingangsniveau.
Durch Emil Carthaus wurden im Jahr 1891 Grabungen durchgeführt. Er fand Stücke eines Menschenschädels, Topfscherben und fossile Knochen.
Von  dem Geologen Julius Andree, Münster, wurden in den Jahren 1925 und 1926 Grabungen im Hönnetal vorgenommen. Bei vier Grabungen in der Honert-Höhle fand Andree im hinteren Höhlenteil unter anderem Reste einer steinzeitlichen Bestattung, Keramikscherben der Eisenzeit, vier Dreipfennigstücke der Stadt Hamm (geprägt 1736 und 1737) und ein Dreipfennigstück der Stadt Soest (1740) aus Kupfer.
Die Höhle ist auch Fundstätte von Keramik der älteren Eisenzeit gewesen.